# Catharina Kiehnle
Catharina Kiehnle ist eine deutsche Indologin.

## Leben
Catharina Kiehnle studierte Indologie (Nebenfächer Sinologie und Vergleichende Religionswissenschaft) in Tübingen (Promotion 1977/Habilitation 1992 an der Universität Hamburg). Sie forschte in Poona, Tirupati und Allahabad und lehrte in Tübingen, Mainz, Heidelberg, Hamburg und Leipzig.
Ihre Fachgebiete sind Sanskrit, Hindi, Marathi, zeitgenössische Religiosität in Indien, insbes. Bhaktibewegungen und Yoga und Sanskrit-Rezitation und indische Musik.

## Schriften (Auswahl)
- Vedisch ukṣ und ukṣ/vakṣ. Wortgeschichtliche und exegetische Untersuchungen. Wiesbaden 1979, ISBN 3-515-03149-9.
- Jñāndev studies. Stuttgart 1997, ISBN 3-515-06922-4.
- An Indian Tartuffe. P.K. Atre’s Comedy „Where there is a Guru there are Women“. Wiesbaden 2006, ISBN 3-447-05448-4.